# جيروم نابوليون تشارلز بونابرت
جيروم نابوليون تشارلز بونابرت (بالفرنسية: Jérôme Napoléon Charles Bonaparte)‏ هو ضابط فرنسي، ولد في 24 أغسطس 1814 في ترييستي في إيطاليا، وتوفي في 12 مايو 1847 في فلورنسا في إيطاليا.